# I misteri di Parigi (romanzo)
I misteri di Parigi (Les Mystères de Paris) è un romanzo d'appendice di Eugène Sue, pubblicato a puntate tra il 19 giugno 1842 e il 15 ottobre 1843 su Le Journal des débats.

## Trama
La complessa vicenda ruota intorno al principe Rodolphe di Gerolstein e alla missione che egli si autoimpone - quella di ricompensare gli onesti e i virtuosi e di punire i malvagi - per espiare le colpe del suo passato. La causa di esse è legata principalmente a due personaggi che si opporranno a Rodolphe lungo tutto il racconto: la contessa Sarah MacGregor, ex moglie del principe il cui solo desiderio è di diventare principessa regnante e da cui Rodolphe aveva avuto una bambina, creduta morta da tutti, e il cinico abate Polidori, antico mentore di Rodolphe. Il principe ha però dalla sua parte due alleati preziosi: l'abilissimo medico nero David, ex-schiavo, e il gentiluomo inglese sir Walter Murph.
La storia ha inizio il 13 dicembre del 1838. La missione di Rodolphe lo conduce, sotto le spoglie di un pittore di ventagli, nei sobborghi malfamati di Parigi. Qui, per un caso, salva la giovane prostituta Fleur-de-Marie, detta la Goualeuse ("la cantante") dall'aggressione dello Chourineur ("lo squartatore"), un ex forzato. I tre, dopo un chiarimento, si recano in una taverna dove ognuno narra la propria storia.
Lo Chourineur si rivela un personaggio positivo nonostante l'omicidio commesso in passato e per cui era finito in galera. Rimasto impressionato dalla forza di Rodolphe, e ancor di più colpito dalle parole buone che questi ha per lui (Rodolphe gli dice che ha un cuore e un onore), gli giura fedeltà.
La Goualeuse, orfana, racconta di essere stata affidata in tenerissima età ad una terribile vecchia orba, la Chouette, che la maltrattava finché la ragazza non è riuscita a sfuggirle. Arrestata per vagabondaggio, quando viene liberata la Goualeuse utilizza il denaro che era riuscita a mettere da parte per aiutare una lavandaia incinta e malata di tisi. Priva quindi di mezzi, la Goualeuse viene attirata suo malgrado nella spirale della prostituzione, che però non riesce ad intaccarne il candore e la modestia.
Rodolphe si interessa alla sorte dei due sventurati e, a partire da questo evento, di altri personaggi poveri ma virtuosi: la famiglia del lapidario Morel, la signora e la signorina di Fermont, l'onesto lavoratore François Germain, innamorato della ridente sartina Rigolette, tutte vittime del crudele, avido e lussurioso notaio Jacques Ferrand. Rodolphe scoprirà i suoi misfatti e crimini terribili e cercherà di punirlo, oltre che a salvare le sue vittime. Altre apparizioni importanti saranno il Maître d'Ecole, terribile criminale, compagno della Chouette, che sarà anch'egli punito per le sue colpe e costretto al pentimento, e la signora d'Harville, amata da Rodolphe ma sposata con il suo migliore amico.

## Denuncia sociale
All'interno delle vicende che narrano le tristi e misere condizioni di una buona parte della popolazione francese del XIX secolo, l'autore scrive delle vere e proprie denunce esplicite contro la società del suo tempo, da lui ritenuta inadatta e incapace a punire i veri criminali ed aiutare coloro i quali, cresciuti in un contesto di miseria, non sanno diventare dei cittadini onesti. Viene preso di mira anche il sistema giudiziario ed economico, strumenti dello Stato che si rivelano, nella personificazione di banchieri, notai e uomini di potere dediti solo al guadagno e al piacere, un ulteriore ostacolo per gli sforzi degli onesti lavoratori che tentano di costruire una propria esistenza felice.

## Influenza culturale
Molti romanzi sono ispirati a I misteri di Parigi, eccone una breve lista:
- I misteri di Marsiglia di Émile Zola
- I misteri di Londra di George W.M. Reynolds
- I misteri di Londra di  Paul Féval
- I misteri di Firenze di Carlo Collodi
- I misteri di Napoli di Francesco Mastriani
- I nuovi misteri di Parigi di Léo Malet
- I misteri di provincia di Honoré de Balzac
- I bassifondi di Pietroburgo di Vsevolod Krestovskij

Inoltre, il romanzo sarà d'ispirazione anche per scrittori di grande calibro quali Victor Hugo, che nel 1845 stende una prima versione de I miserabili (a quel tempo intitolata Les mystères) e Alexandre Dumas, che prenderà spunto da Rodolphe per il suo Edmond Dantès.
Prima ancora che la storia dei Misteri sia terminata, essa viene tradotta in un gran numero di paesi. Solo a New York se ne vendono 80.000 in qualche mese.
Il romanzo inaugura un genere, quello del romanzo d'appendice, un'opera di finzione destinata alle masse, che stimola l'immaginario collettivo attraverso l'esposizione delle più forti passioni umane e di temi vicini alla sensibilità comune. Per queste ragioni, I misteri di Parigi è il primo romanzo in Francia a poter essere classificato nella letteratura di massa.
Nell'anno 1917 il regista Gustavo Serena presenta il film I misteri di Parigi successivamente variato in Parigi misteriosa per questioni legali. Composto da quattro episodi, fu prodotto dalla Caesar Film di Roma ed ebbe come interpreti lo stesso Gustavo Serena, Enna Saredo, Giovanni Gizzi, Lea Giunchi e Olga Benedetti.
Il romanzo è stato anche trasposto in diversi film, specie nella versione del 1962 I misteri di Parigi, un film francese di Andrè Hunebelle con Jean Marais.
Il libro, uno dei pochi a disposizione nella sparuta biblioteca del carcere fascista in cui si trovava, fornì diversi spunti di riflessione politica e letteraria all'intellettuale comunista Antonio Gramsci, fondatore del PCI e della testata giornalistica L'Unità, venendo più volte citato in molti passi dei suoi Quaderni del carcere.

## Citazioni
Nel film Ricomincio da tre, Lello (Lello Arena) cita il romanzo riferendosi al comportamento laconico di Gaetano (Massimo Troisi) in una scena ambientata a Firenze.

## Edizioni
- Eugène Sue, I misteri di Parigi, traduzione di Filippo Berti fiorentino, Firenze, Tipografia Pezzati, 1843.
- Eugène Sue, I misteri di Parigi, Milano, Francesco Pagnoni editore-tipografo, 1867.
- Eugène Sue, I misteri di Parigi, traduzione di Marcello Militello, BUR, 2007.